# Wodnicha modrzewiowa

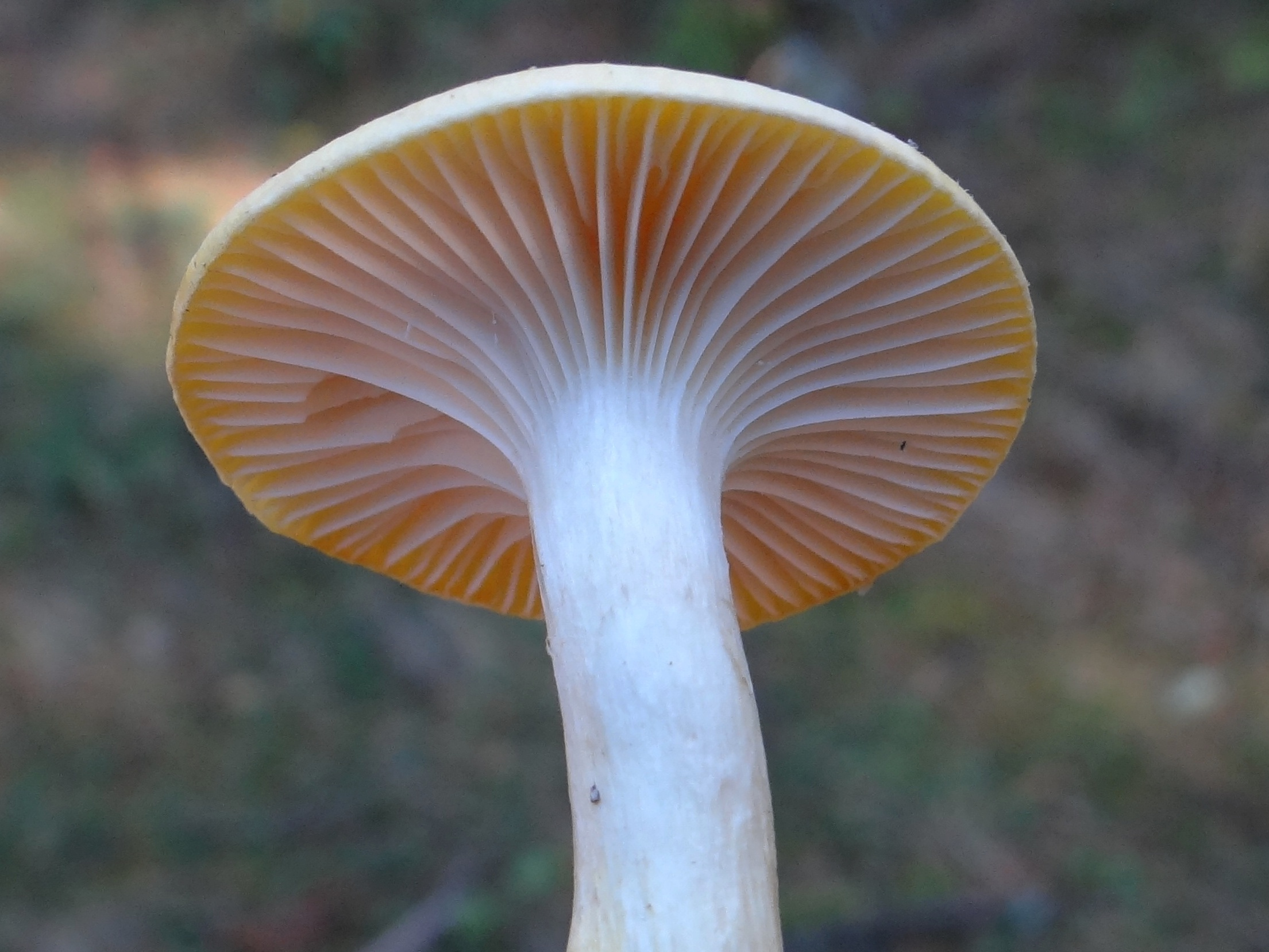

Wodnicha modrzewiowa (Hygrophorus lucorum Kalchbr.) – gatunek grzybów owocnikowych należący do rodziny wodnichowatych (Hygrophoraceae).

## Systematyka i nazewnictwo
Pozycja w klasyfikacji według Index Fungorum: Hygrophorus, Hygrophoraceae, Agaricales, Agaricomycetidae, Agaricomycetes, Agaricomycotina, Basidiomycota, Fungi.
Niektóre synonimy naukowe:
- Hygrophorus lucorum Vězda 1874 var. lucorum
- Limacium lucorum (Kalchbr.) Henn. 1898
- Tricholoma luteocitrinum Rea (1909)

Nazwę polską podała Barbara Gumińska w 1997 r. 

## Morfologia
Kapelusz
Średnicy 2–6 cm, u młodych okazów wypukły, u starszych spłaszczony, a nawet czasami wgłębiony na środku. Powierzchnia gładka i lepka, kolor cytrynowożółty lub złocisty.
Blaszki
Nieco zbiegające, dość rzadkie i dość grube. Początkowo są białe, u starszych okazów żółkną.
Trzon
Wysokość 4–6 cm, grubość do 1 cm, walcowaty, miękki i lepiący się. Jest jaśniejszy od kapelusza i ma kolor blado cytrynowożółty.
Miąższ
Żółtawy, nie zmieniający barwy po uszkodzeniu. Smak i zapach łagodny.
Wysyp zarodników
Biały. Zarodniki wydłużone, gładkie, o rozmiarach 7–91 × 4–5 μm.

## Występowanie i siedlisko
W Polsce jest dość częsta, w górach bardziej, niż na niżu. 
Grzyb mikoryzowy, rośnie wyłącznie pod modrzewiami. Owocniki pojawiają się jesienią, aż do silniejszych mrozów, czasami, również w zimie.

## Znaczenie
Grzyb jadalny, w Polsce jednak zazwyczaj nie jest zbierany. Jest to jednak dobry grzyb jadalny.

## Gatunki podobne
- wodnicha ozdobna (Hygrophorus speciosus), również rosnąca pod modrzewiami. Różni się ciemniejszym, pomarańczowym kapeluszem i zygzakowatołuseczkowatym trzonem[4].
- wodnicha kropkowana (Hygrophorus pustulatus) rosnąca też w lasach iglastych. Ma szarobrązowy, delikatnie kropkowany kapelusz[4].